# پال لیک
پال لیک (انگلیسی: Palle Lykke; ۴ نوامبر ۱۹۳۶ – ۱۹ آوریل ۲۰۱۳) دوچرخه‌سوار پیست اهل دانمارک بود.
وی در مسابقات کشوری و بین‌المللی در مجموع برندهٔ ۱ مدال طلا، ۳ مدال نقره، ۲ مدال برنز شده‌است.